# レンフィルム
レンフィルム(Lenfilm)とは、ロシアのサンクトペテルブルクにある映画撮影所である。
モスクワのモスフィルムに匹敵する伝統ある名門撮影所である。所在地であるサンクトペテルブルクのソ連時代の名称「レニングラード」より、レンフィルムと呼ばれる。
ロゴマークにはピョートル大帝騎馬像が用いられているが、これが使用されるようになったのは1975年以降という。また、スタジオの一部は1896年5月4日にロシアで最初の映画上映が行われた劇場「アクアリウム」の跡地を利用している。
その歴史は1918年にまで遡ることができるが、「レンフィルム」の名称が用いられたのは1934年からである。「レンフィルム」以前の1920年代にはFEKS（エクセントリック俳優工房）のグリゴリー・コージンツェフとレオニード・トラウベルク監督による『外套』等、ロシア・アヴァンギャルドの一端を担うような実験的作風の映画を製作したこともあった。コージンツェフは後に、レンフィルムで『ハムレット』（1964年）を監督し、同作により再び国際的名声を博することになる。
1970年代からペレストロイカ時代にかけて、アレクセイ・ゲルマン、イリヤ・アヴェルバフ、コンスタンチン・ロプシャンスキー、アレクサンドル・ソクーロフ、アレクサンドル・ロゴシキン、ヴァレーリー・オゴロドニコフ、オレーグ・コヴァロフ等、当時のロシアにおける「作家映画」を代表する監督達がこのスタジオで撮影を行った。これはFEKS時代の伝統に加え、中央では敬遠された若手作家を受け入れた等の偶然の諸要因が重なった結果であって、ソ連時代には特にイデオロギー的に「革新的」だったわけではない。ちなみに、アンドレイ・ズヴャギンツェフ監督の『父、帰る』を製作した「レン・テレビ」（RenTV）とは全く無関係である。
ペレストロイカ時代、内部にいくつもの独立プロダクションを抱えるようになったレンフィルムは、ロシアの映画産業が崩壊の危機に瀕した1990年代にも国際共同制作の主体として「大」レンフィルムを維持し続けた。それは当時の映画政策担当者で元レンフィルム所長のアレクサンドル・ゴルトヴァによるところが大きかった。近年ではほとんど破産状態にあると言われ、民間会社による買収も取りざたされている。